# Lech Konopiński
Lech Konopiński (ur. 16 marca 1931 w Poznaniu, zm. 13 grudnia 2023 tamże) – polski poeta, satyryk, autor utworów dla dzieci i młodzieży oraz widowisk telewizyjnych.

## Życiorys
Był absolwentem I Liceum Ogólnokształcącego im. Karola Marcinkowskiego w Poznaniu.Następnie ukończył Wyższą Szkołę Ekonomiczną w Poznaniu. W 1973 uzyskał stopień doktora nauk ekonomicznych. Debiutował w 1954 na łamach tygodnika „Szpilki” jako satyryk. Pierwszy tom wierszy (Akcje i reakcje) wydał w 1960 z ilustracjami Jacka Fedorowicza. W latach 1957–1960 był redaktorem tygodnika satyrycznego „Kaktus”, a w okresie 1960–1965 redaktorem „Gazety Poznańskiej”. W latach 1965–1973 był pracownikiem naukowym Instytutu Przemysłu Włókien Łykowych w Poznaniu. Stworzył około 600 tekstów piosenek m.in. dla Eleni, Jerzego Grunwalda, Krzysztofa Krawczyka i Anny Jantar, a także ponad 50 piosenek dla regionalnych kapel: „Zza Winkla”, „Plewiszczoki”, „Junki z Buku” i „Mechaniczna Pyra” (głównie w gwarze wielkopolskiej).
W kwietniu 2004 otrzymał Order Uśmiechu. W 2009, podczas Warszawskiej Jesieni Poetyckiej, wręczono mu nadany przez ministra kultury i dziedzictwa narodowego Bogdana Zdrojewskiego Srebrny Medal „Zasłużony Kulturze Gloria Artis”. W lutym 2019 otrzymał medal „W służbie Bogu i Ojczyźnie” nadany przez biskupa polowego WP Józefa Guzdka. W 2023 otrzymał od Rady Miasta Poznania odznaczenie „Zasłużony dla Miasta Poznania” w uznaniu za „całokształt twórczości literackiej, w szczególności za wkład w literaturę dla dzieci i teksty piosenek, które znała i śpiewała cała Polska”. 
Był członkiem Polskiego Związku Filatelistów i Związku Literatów Polskich. 

## Twórczość
- Akcje i reakcje
- Amoreski
- Diabelskie sztuczki
- Bajeczne historie
- Pawie oczka
- Alfabet amora[8]
- Co pełza i hasa po polach i lasach[9]
- Figlarne listki[10]
- Śmieszne pretensje[11]
- Z kwiatka na kwiatek[12]
- Zwierzątka i zwierzęta na sześciu kontynentach[13]
- Książę Lech i druhów trzech[14]
- Od bieguna do bieguna[15]
- Przez dżungle i pustynie
- Skrzydełka Erosa
- Konopiński dzieciom[16]
- Tutaj hasa nasza klasa[17]
- Tak się kręci świat zwierzęcy[18]
- Oczarowani limerykami